# Remedy (chanson)
Pour les articles homonymes, voir Remedy.
Singles de Little Boots
New In Town
(2009) Earthquake
(2009)
Pistes de Hands
Click Meddle
Remedy est le second single de la chanteuse britannique Little Boots, tiré de son premier album Hands.

## Classement du titre
| Pays        | Meilleure Position |
| ----------- | ------------------ |
| Royaume-Uni | 6                  |
| Irlande     | 5                  |
| Japon       | 13                 |
| Europe      | 21                 |